# Emmanuelle et Françoise
Pour plus de détails, voir Fiche technique et Distribution.
Emmanuelle et Françoise est un film italien réalisé par Joe D'Amato et Bruno Mattei, sorti en 1975. Le film s'inspire du personnage de la série Emmanuelle, mais n'est pas lié à celle-ci.

## Synopsis
Emmanuelle veut venger sa sœur Françoise, qui s'est suicidée après avoir échappé à son amant sadique Carlo.

## Fiche technique
- Titre original : Emanuelle e Françoise (Le sorelline)
- Titre français : Emmanuelle et Françoise
- Réalisation : Joe D'Amato, Bruno Mattei
- Scénario : Joe D'Amato, Bruno Mattei
- Société de production : Matra Cinematografica
- Année de production : 1975
- Photographie :
- Montage:
- Décors :
- Musique :
- Pays d'origine :  Italie
- Langue : italien
- Genre : Drame, thriller, horreur
- Lieux de tournage :
- Durée : 96 min
- Date de sortie :
  -  Italie : 1975
  -  France : 21 septembre 1975
- Classification :
  -  France : interdit aux moins de 16 ans[1]

## Distribution
- George Eastman : Carlo
- Rosemarie Lindt : Emmanuelle
- Karole Annie Edel : Mira
- Patrizia Gori (it) : Françoise
- Mary Kristal : Pamela
- Massimo Vanni : Robi
- Al Capri
- Giorgio Fleri : Armando